# Adolph von Kurowski
Ernst Karl Adolph Theodor von Kurowski (* 21. August 1781 auf Lackmedien bei Groß Schwansfeld; † 25. Juni 1835 in Pasewalk) war ein preußischer Generalmajor.

## Leben

### Herkunft
Seine Eltern waren Franz Adolf von Kurowski (1749–1815) und dessen Ehefrau Maria Charlotte, geborene von Baczko († 1814) aus dem Hause Groß-Borken.

### Militärkarriere
Im Mai 1793 kam Kurowski als Gefreitenkorporal in das Dragonerregiment „von Werther“ der Preußischen Armee. Dort avancierte er bis Mitte November 1805 zum Premierleutnant. Er nahm am Vierten Koalitionskrieg teil und wurde noch am 2. Juni 1807 Stabskapitän, bevor er am 16. November 1807 mit Halbsold aus dem Dienst schied. Am 9. November 1808 bekam er seinen Abschied als Major mit der Berechtigung zum Tragen der Armeeuniform. Kurowski kaufte sich das Gut Groß-Glitten (Kreis Friedland) und lebte dort. Im Vorfeld der Befreiungskriege verkaufte er 1813 das Gut, trat wieder in die Armee ein und wurde am 1. Juni 1813 als Major und Kommandeur im 4. Ostpreußischen Landwehr-Kavallerie-Regiment angestellt. Während der Befreiungskriege kämpft er bei den Belagerungen von Danzig und Magdeburg. Am 1. Januar 1815 bekam er das Eiserne Kreuz II. Klasse für Magdeburg und avancierte am 3. Oktober 1815 zum Oberstleutnant. 
Auf Grund seiner Pferdekenntnisse wurde Kurowski an 30. Juni 1816 zum Präses der Remonte-Ankaufkommission ernannt und dem 6. Ulanen-Regiment aggregiert. Am 20. Juni 1817 wurde er dem 3. Kürassier-Regiment aggregiert. Am 5. März 1821 wurde er als Kommandeur in das 2. Kürassier-Regiment „Königin“ versetzt und in dieser Stellung am 30. März 1821 mit Patent vom 8. April 1821 zum Oberst befördert. Am 20. März 1833 erhielt er seinen Abschied als Generalmajor mit einer Pension von 1750 Talern. Er starb am 25. Juni 1835 in Pasewalk.
Sein Tod war die Spätfolge einer Choleraepidemie, die 1833 in der Garnison in Nakel ausgebrochen war. Der zuständige Arzt Julius Leviseur behandelte seine Patienten mit einem Medikament, das der damalige Oberst zur Prävention einnahm. Daraufhin verschlechterte sich dessen Gesundheitszustand. Letztlich musste er seinen Abschied nehmen und starb zwei Jahre später.

### Familie
Er heiratete am 22. Oktober 1809 in Preußisch-Wilken (Kreis Friedland) Leopoldine Antonie Karoline von Berge und Herrndorff (1791–1871), eine Tochter des Landrates Georg Wilhelm von Berge und Herrndorf. Das Paar hatte mehrere Kinder:
- Lüthold Wilhelm Adolf (1810–1869), Oberst a. D., zuletzt Chef des Generalstabes des VII. Armee-Korps ⚭ 1850 Marie Coqui (1827–1906)
- Leontine (1811–1812)
- Benno (1812–1870), Oberst a. D., zuletzt Kommandeur des Infanterie-Regiments Nr. 54 ⚭ 1851 Ida von Wilke (1827–1919)
- Elisabeth (Betty) (1813–1839)
- Marie Albertine Thusnelda (1815–1859) ⚭ Carl Calebow (1802–1883), Ober-Ingenieur in Stettin
- Elida (1816–1870) ⚭ Joseph (von) Forgacz, ungarischer Ingenieur
- Karoline Adele Luise Mathilde Julia Florentine (* 29. September 1823; † 16. Januar 1840)
- Elise Johanna Charlotte Alexandrine Olga (1825–1858) ⚭ 1856 Ernst August Reinhold von Strampff (* 1812), Major[2]
- Hans Adolf Felix Otto (1827–1906), Kapitän a. D. der holländischen Kolonialarmee